# Андреева, Галина Трофимовна
Галина Трофимовна Андреева (1938—2018) — советский и российский учёный, доктор филологических наук, профессор.

## Биография
Родилась 29 января 1938 года в Якутске в семье служащих: отец — Трофим Никифорович Саввин, работал товароведом; мать — Раиса Сергеевна, была преподавателем русского языка, затем — методистом в Институте повышения квалификации работников образования. Галина Трофимовна была старшей из двух детей Саввиных.
Учиться в школе начала в 1946 году со второго класса. По окончании школы № 2 города Якутска поступила в 1955 году в Московский государственный университет, после окончания которого работала учителем русского языка и литературы в старших классах родной школы. В 1961 году вышла замуж за геофизика Будимира Гавриловича Андреева и уехала с ним в посёлок Нюрба, где её муж работал в Амакинской экспедиции. В Нюрбе она сначала работала учительницей в средней школе № 1, затем была приглашена в райком партии и работала в отделе агитации и пропаганды руководителем местного отделения общества «Знание». Позже некоторое время работала редактором и директором районного радиовещания. Здесь у супругов Андреевых родились дети — Ольга (1962), Татьяна (1964), Александр и Евгений (1967).
В 1969 году, когда мужа перевели на работу в Якутск, семья переехала в этот город и Андреева была принята на вакантную должность ассистента кафедры русской и зарубежной литературы в Якутский государственный университет. В 1971 году поступила в очную аспирантуру Ленинградского государственного университета на кафедру русской литературы, где её научным руководителем стал доцент кафедры истории русской литературы филологического факультета Геннадий Владимирович Иванов. В 1975 году в Ленинграде Г. Т. Андреева защитила кандидатскую диссертацию по творчеству русского писателя XIX века С. Н. Терпигорева-Атавы на тему «Цикл очерков С. Н. Терпигорева „Оскудение“», а в 1998 году в Москве — докторскую диссертацию на тему «Художественный мир С. Н. Терпигорева в контексте русской литературы XIX века». В 2001 году ей было присвоено учёное звание профессора по кафедре русской и зарубежной литературы и она стала единственным в Якутии доктором филологических наук по специальности «Русская литература».
Галина Трофимовна Андреева была одним из ведущих преподавателей филологического факультета Северо-Восточного федерального университета, читала лекции по истории русской литературы на отделениях факультета якутской филологии. Была автором многих научных трудов, включая монографии; под её руководством защитили кандидатские диссертации многие аспиранты и соискатели.
Умерла 21 марта 2018 года в Якутске.
Была удостоена званий «Заслуженный работник высшей школы Российской Федерации» и «Почётный работник высшего профессионального образования Российской Федерации», а также «Почётный ветеран СВФУ». Награждена нагрудным знаком «За отличные успехи в работе» Госкомитета СССР по народному образованию.